# Куно-Ханс фон Бот
Куно-Ханс фон Бот (на немски: Kuno-Hans von Both) (1884 – 1955) е немски генерал от пехотата по време на Втората световна война и носител на орден Pour le Mérite и Рицарски кръст.